# Heinrich Maria von Hess

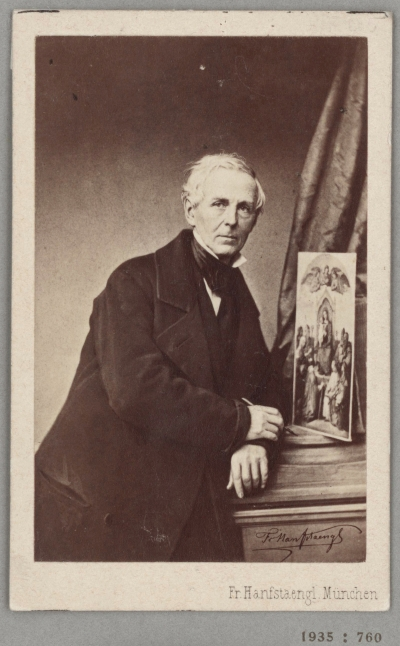
Heinrich Maria von Hess

Heinrich Maria Hess, ab 1844 Ritter von Hess (* 19. April 1798 in Düsseldorf; † 29. März 1863 in München), war ein deutscher Maler.

## Leben
Hess war ein Sohn des Kupferstechers Carl Ernst Christoph Hess und der Bruder des Malers Peter von Hess. Seinen ersten künstlerischen Unterricht bekam Hess durch seinen Vater. 1806 kam er mit seiner Familie nach München. Mit 15 Jahren besuchte Hess dort 1813 die Akademie der bildenden Künste. Unter seinen ersten Werken war auch eine Darstellung der Heiligen Familie, die von der Königin Caroline erworben wurde.
Für seine Mäzenin schuf Hess bis 1821 noch einige Auftragsarbeiten, u. a. mehrere Madonnenbilder. 1821 unternahm Hess eine Studienreise nach Italien, insbesondere nach Rom, um dort die antiken Meister zu studieren. 1826 kehrte er nach Deutschland zurück und ließ sich wieder in München nieder. Dort malte er nach dem Entwurf von Peter Cornelius im Göttersaal der Glyptothek das Fresko Daphne in den Armen Apollos. Auf Wunsch des bayerischen Königs Ludwig I. wurde Hess zum Professor an die Münchner Königliche Akademie der Bildenden Künste berufen.
An der von König Ludwig I. gegründeten Königlichen Glasmalerei Anstalt entwarf er ab Dezember 1826 für den Regensburger Dom Glasgemälde; kongenial ausgeführt wurden sie u. a. durch A. Frank und F. Schwarz. Sie sollten die Glasmalerei revolutionieren. Im Anschluss daran konzipierte Hess die Glasgemälde für die Mariahilfkirche in  der Au (München). 1837 wurde Hess in der Nachfolge von Friedrich Gärtner Künstlerischer Leiter („artistischer Inspector“) dieser Anstalt.
Im Frühjahr 1827 hielt Hess an der Akademie seine Antrittsvorlesung und eröffnete eine Meisterklasse für Ölmalerei. Seine erste größere Arbeit war ab Sommer 1827 die Ausschmückung der Allerheiligen-Hofkirche mit Fresken im neo-byzantinischen Stil; nach zehn Jahren konnte er 1837 diese Arbeiten fertigstellen und der Öffentlichkeit präsentieren. In der ersten Kuppel und deren Nebengewölben befanden sich 33 kleinere und größere Darstellungen aus dem Alten Testament; in der zweiten Kuppel und deren Nebengewölben 34 Gemälde aus dem Neuen Testament. Die Apsis zeigte elf Bilder aus der Geschichte der Kirche.
Danach wirkte Hess in der Basilika der Abtei St. Bonifaz (München), wo er das Leben des Heiligen Bonifatius in mehreren Fresken und Bildern schilderte. Das Refektorium illustrierte er mit einer Darstellung des Abendmahls. 1846 wurden diese Arbeiten abgeschlossen und mit einem Festgottesdienst ihrer Bestimmung übergeben. Dazwischen, von 1841 bis 1843, fertigte Hess das berühmte Buntglasfenster Der auferstandene Christus für die Isaakskathedrale in Sankt Petersburg.
1844 erhielt Hess den persönlichen Kronadel („Ritterkreuz des Verdienstordens der Bayerischen Krone“) und bekam von König Ludwig I. die Erlaubnis zur Gründung einer weiteren Malerschule, wurde aber durch den bayerischen Hof nicht – wie ursprünglich versprochen – finanziell unterstützt. So konnte Hess erst drei Jahre später und fast gänzlich auf eigene Kosten diese Institution ins Leben rufen. Hauptsächlich wirtschaftliche Probleme zwangen Hess bereits nach kurzer Zeit, dieses Projekt wieder aufzugeben.
Mit Wirkung vom 1. April 1848 wurde Hess zum kommissarischen Direktor der Königlichen Akademie der Bildenden Künste und danach zum Direktor der „Vereinigten Sammlungen des Staates“ bestellt. Außerdem war er Gutachter bei der Gründung der Neuen Pinakothek. 1860 gehörte er zu den Gründungsmitgliedern des Münchner Vereins für Christliche Kunst. 1862 wurde Hess als auswärtiges Mitglied in die Académie des Beaux-Arts aufgenommen.
Drei Wochen vor seinem 65. Geburtstag starb Heinrich Maria von Hess am 29. März 1863 in München.

## Grabstätte

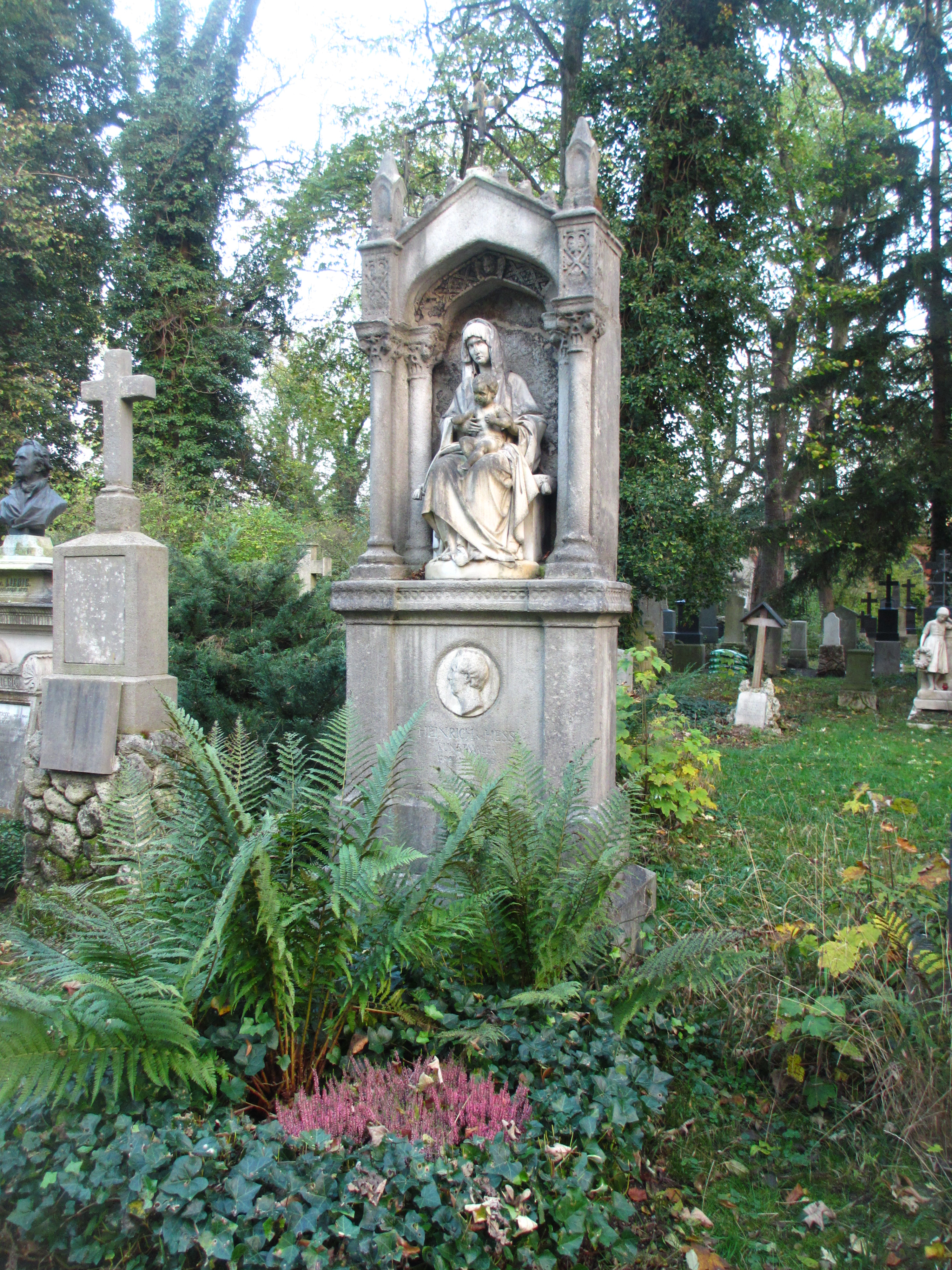
Grab von Heinrich Hess auf dem Alten Südlichen Friedhof in München

Die Grabstätte von Heinrich Hess befindet sich auf dem Alten Südlichen Friedhof in München (Gräberfeld 40 – Reihe 12 – Platz 7/8) Standort. In dem Grab befinden sich auch seine Söhne August Hess und Anton Heinrich Hess (1838–1909).

## Nachkommen
Die Söhne von Heinrich Hess waren ebenfalls künstlerisch tätig:
- August Hess (1834–1893) als Historienmaler
- Anton Heinrich Hess (1838–1909) als Bildhauer

## Namensgeber für Straße
Nach Heinrich Maria von Hess und seinem Bruder Peter von Hess wurde 1867 in München im Stadtteil Maxvorstadt (Stadtbezirk 3 – Maxvorstadt) Lage die Heßstraße benannt.

## Ehrung
Die Büste von Heinrich Maria von Hess fand Aufstellung in der Ruhmeshalle in München.

## Werke (Auswahl)
- Apollo und die Musen (1826)[5]
- Caritas (ca. 1816–1820)
- Christnacht (ca. 1816–1820)
- Grablegung Christi (1817)
- Liebe, Glaube, Hoffnung (1819)
- Heilige Familie (1816)

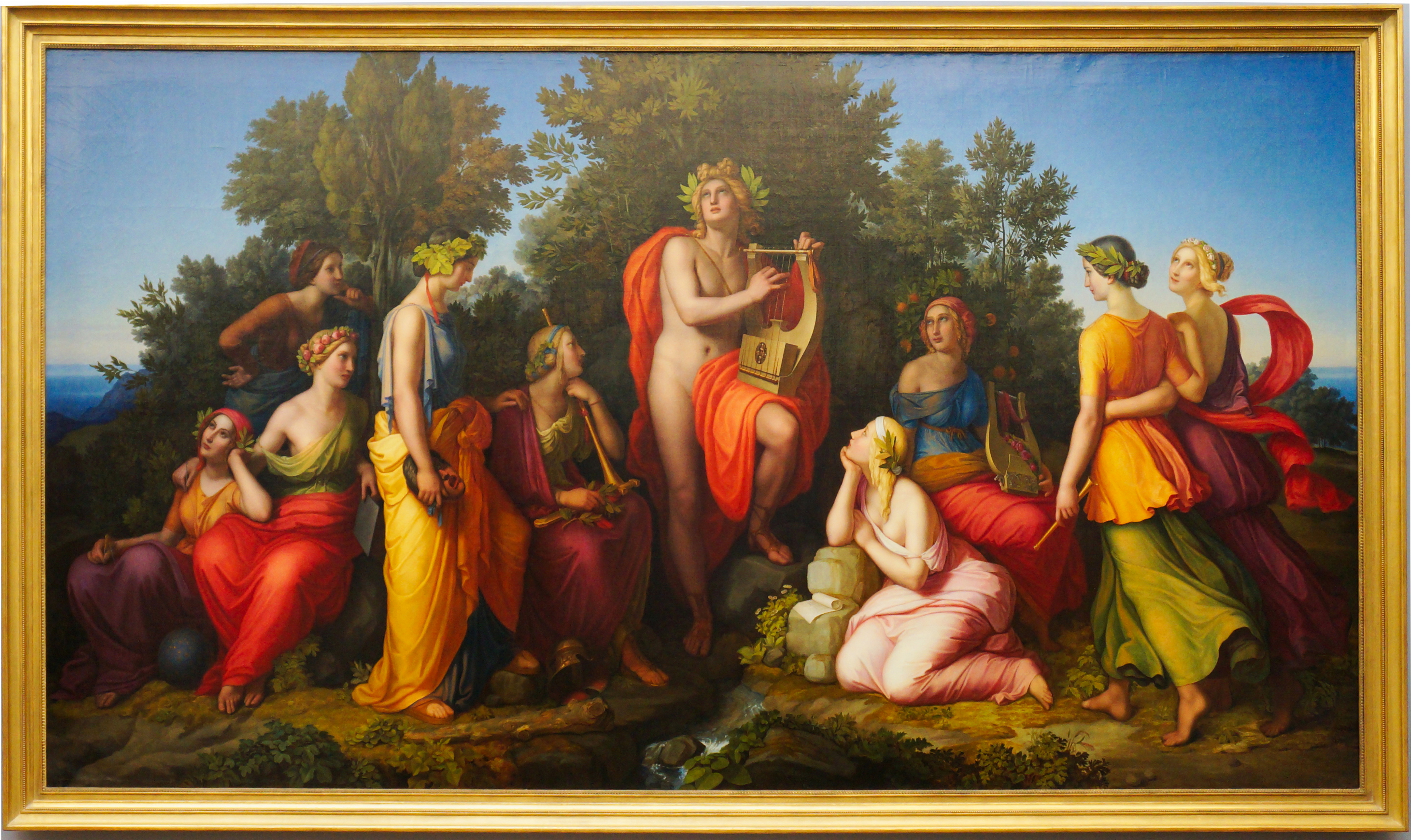
Apollo und die Musen, 1826 (Neue Pinakothek München)

- Porträt der Marchesa Marianna Florenzi (1824)